# Ex abrupto

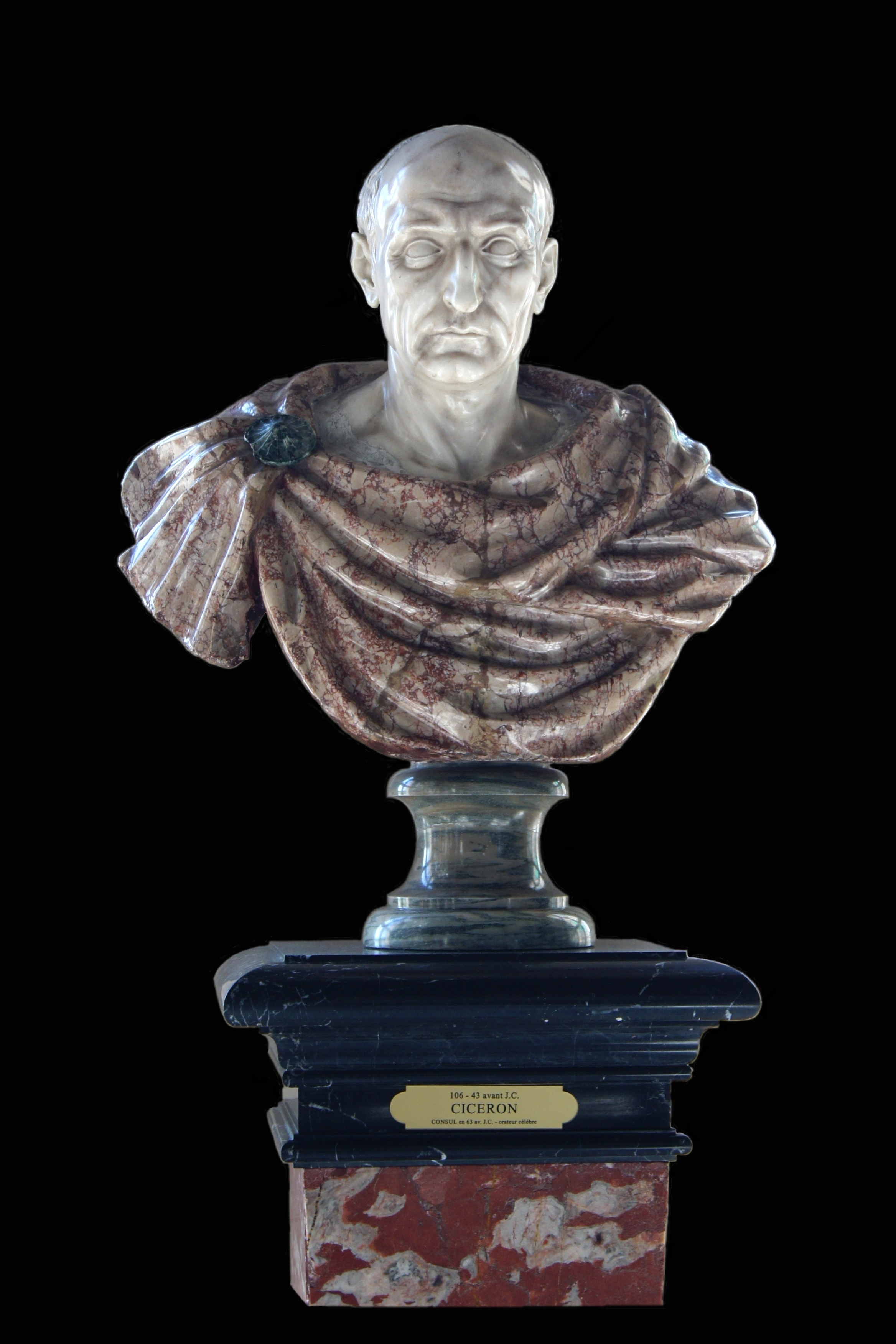
Cicerón cuya primera Catilinaria comienza ex abrupto con la famosa frase «Quousque tandem abutere, Catilina, patientia nostra?» ("¿Hasta cuándo, Catilina, abusarás de nuestra paciencia?")

Ex abrupto es una locución latina que se traduce al español como «de repente, de improviso, de manera brusca» (locución adverbial).
Viene del participio del verbo latino abrumpo, que en español significa «desgarrar; interrumpir violentamente».

## Uso
Se utiliza en diferentes contextos para destacar el carácter de situación repentina, rápida e inesperada. 
Ejemplo de uso: Cicerón comienza ex abrupto la primera de las Catilinarias con la famosa frase: «Quousque tandem abutere, Catilina, patientia nostra?». Que traducido literalmente, significa «¿Hasta cuándo, Catilina, abusarás de nuestra paciencia?».[cita requerida]

## No confundir «ex abrupto» con «exabrupto»
No debe confundirse la ya explicada locución latina «ex abrupto» con el sustantivo masculino «exabrupto», derivado de la primera y que significa: «Salida de tono, como dicho o ademán inconveniente e inesperado, manifestado con viveza».
La primera es una locución latina escrita en dos palabras y en cursiva, mientras que el segundo es un sustantivo español en una sola palabra y letra redonda.
Como recomienda la Fundación del Español Urgente:

Debe emplearse ex abrupto (de improviso, bruscamente) en frases como «Abandonó la reunión ex abrupto» o «En cuanto llegué, se puso a insultarme ex abrupto».

En cuanto al sustantivo exabrupto (salida de tono), escrito en una sola palabra, sería más apropiado en oraciones como «Soltó un exabrupto que nos dejó a todos sorprendidos» o «Tuvo que pedir disculpas después de esos exabruptos».